# Jeff Morrison
Jeffrey Allan Morrison, detto Jeff (Huntington, 4 febbraio 1979), è un ex tennista statunitense.

## Statistiche

### Tornei minori

#### Singolare

##### Vittorie (4)
| Legenda tornei minori |
| Challenger (3)        |
| Futures (1)           |

| Numero | Data          | Torneo                                                  | Superficie | Avversario in finale  | Punteggio           |
| 1.     | marzo 2001    | USA F6, Tyler                                           | Cemento    | Levar Harper-Griffith | 6–3, 6–4            |
| 2.     | febbraio 2002 | Challenger of Dallas, Dallas                            | Cemento    | Martin Verkerk        | 6–4, 6–4            |
| 3.     | giugno 2002   | Surbiton Trophy, Surbiton                               | Erba       | Wesley Moodie         | 7–6(4), 5–7, 7–6(4) |
| 4.     | aprile 2004   | Torneo Internacional Challenger León, Città del Messico | Cemento    | Lu Yen-hsun           | 4–6, 7–6(3), 6–2    |